# Zosterop de Pohnpei
El zosterop de Pohnpei (Zosterops ponapensis) és un ocell de la família dels zosteròpids (Zosteropidae). Habita boscos, vegetació secundària i praderies de l'illa de Pohnpei, a les Carolines orientals.